# Lysimachia brittenii
Lysimachia brittenii är en viveväxtart som beskrevs av Reinhard Gustav Paul Knuth. Lysimachia brittenii ingår i släktet lysingar, och familjen viveväxter. Inga underarter finns listade i Catalogue of Life.